# Ley de partidos políticos, reuniones públicas y manifestaciones
La Ley de partidos políticos, reuniones públicas y manifestaciones fue sancionada por el Congreso el 11 de diciembre de 1964 y decretada el día 15 de ese mes por el presidente de Venezuela, Raúl Leoni durante su gobierno. Fue publicada en la Gaceta Oficial número 27.725 del 30 de abril de 1965 y continúa vigente hasta la actualidad.
Dicha ley derogó el decreto 120 del 15 de marzo de 1951 de la dictadura de la Junta de Gobierno y pretendía, según lo anunciado en la Constitución de 1961 reglamentar «la constitución y actividad de los partidos políticos con el fin de asegurar su carácter democrático y garantizar su igualdad ante la ley», regulando la libertad de expresión política.

## Contenido
Se definieron los partidos políticos como «agrupaciones de carácter permanente, cuyos miembros convienen en asociarse para para participar, por medios lícitos, en la vida política del país, de acuerdo con programas y estatutos libremente acordados por ellos» y a su vez, se diferenciaron en dos categorías: partidos políticos regionales y nacionales.
Se decretó que todos los partidos debían tener nombres distintos. Dentro de las prohibiciones estaba ponerle nombres de personas o de iglesias a estos, así como que estos expresaran antagonismo hacia naciones extranjeras, que los partidos contaran con formaciones militares o paramilitares y que estos aceptaran «donaciones o subsidios de las entidades públicas, tengan o no carácter autónomo; de las compañías extranjeras o con casa matriz en el extranjero; de empresas concesionarias de obras públicas; de cualquier servicio o de bienes de propiedad del Estado, de Estados extranjeros o de organizaciones políticas extranjeras».
Se estableció la regulación de la constitución, actividad y extinción de los partidos políticos en el país, así como las condiciones y limitaciones para el ejercicio de los derechos de reunión y de manifestación de los venezolanos en lugares públicos, reservándose el Consejo Nacional Electoral el derecho a clausurar los locales de asociaciones o partidos políticos que no cumplieran los requisitos o que no se presentaran a elecciones en dos períodos constitucionales consecutivos.